# Boxeo en los Juegos Europeos
El boxeo en los Juegos Europeos se realiza desde la primera edición. El evento es organizado por los Comités Olímpicos Europeos, junto con la Confederación Europea de Boxeo (EUBC). 

## Ediciones
| Núm. | Año  | Sede                 | Instalación                 |
| ---- | ---- | -------------------- | --------------------------- |
| I    | 2015 | Bakú ( Azerbaiyán)   | Crystal Hall                |
| II   | 2019 | Minsk ( Bielorrusia) | Palacio de Deportes Uruchie |
| III  | 2023 | Nowy Targ ( Polonia) | Nowy Targ Arena             |

## Medallero
- Actualizado a Cracovia 2023.

| Núm. | País         | Oro | Plata | Bronce | Total |
| ---- | ------------ | --- | ----- | ------ | ----- |
| 1    | Azerbaiyán   | 7   | 2     | 6      | 15    |
| 2    | Rusia        | 5   | 5     | 7      | 17    |
| 3    | Irlanda      | 5   | 4     | 6      | 15    |
| 4    | Reino Unido  | 5   | 1     | 10     | 16    |
| 5    | Francia      | 3   | 6     | 3      | 12    |
| 6    | Ucrania      | 3   | 2     | 5      | 10    |
| 7    | Bulgaria     | 3   | 2     | 2      | 7     |
| 8    | Turquía      | 3   | 1     | 5      | 9     |
| 9    | Armenia      | 2   | 0     | 2      | 4     |
| 10   | Italia       | 1   | 7     | 7      | 15    |
| 11   | Bielorrusia  | 1   | 2     | 0      | 3     |
| 12   | Polonia      | 1   | 1     | 7      | 9     |
| 13   | España       | 1   | 1     | 2      | 4     |
| 13   | Países Bajos | 1   | 1     | 2      | 4     |
| 15   | Dinamarca    | 1   | 0     | 0      | 1     |
| 15   | Finlandia    | 1   | 0     | 0      | 1     |
| 17   | Croacia      | 0   | 1     | 3      | 4     |
| 18   | Georgia      | 0   | 2     | 1      | 3     |
| 19   | Suecia       | 0   | 1     | 2      | 3     |
| 20   | Bélgica      | 0   | 1     | 1      | 2     |
| 21   | Serbia       | 0   | 2     | 0      | 2     |
| 22   | Rumania      | 0   | 1     | 0      | 1     |
| 23   | Alemania     | 0   | 0     | 10     | 10    |
| 24   | Hungría      | 0   | 0     | 3      | 3     |
| 25   | Eslovaquia   | 0   | 0     | 2      | 2     |
|      | TOTAL        | 43  | 43    | 86     | 172   |